# Lost in time (album)
Lost in time is een studioalbum van de Nederlandse muziekgroep Flamborough Head. Hun platenlabel Cyclops Records hield ermee op, dus verscheen dit album bij een nieuwe maatschappij: Oskar Records uit Polen. Het album is opgenomen in Bakkeveen en Leeuwarden.

## Musici
- Margriet Boomsma – zang, dwarsfluit, blokfluit
- Gert Polkerman – gitaar
- Marcel Derix – basgitaar
- Edo Spanninga – toetsinstrumenten
- Koen Roozen – slagwerk

## Muziek
| Nr. | Titel               | Duur  |
| --- | ------------------- | ----- |
| 1.  | Lost in time        | 12:15 |
| 2.  | The trapper         | 11:48 |
| 3.  | Dancing ledge       | 9:03  |
| 4.  | Damage done         | 10:56 |
| 5.  | I’ll take the blame | 6:37  |
| 6.  | Andrassy Road       | 9:55  |

Andrassy Road verwijst naar het gebouw Andrássy út 60 te Boedapest alwaar in gedurende de Tweede Wereldoorlog en in de nasleep van de Hongaarse Opstand (1956) gevangenen door de geheime dienst op wrede wijze werden verhoord. Na de  val van het communisme werd in het gebouw een museum ter nagedachtenis daarvan ingericht.